# Dnevnik

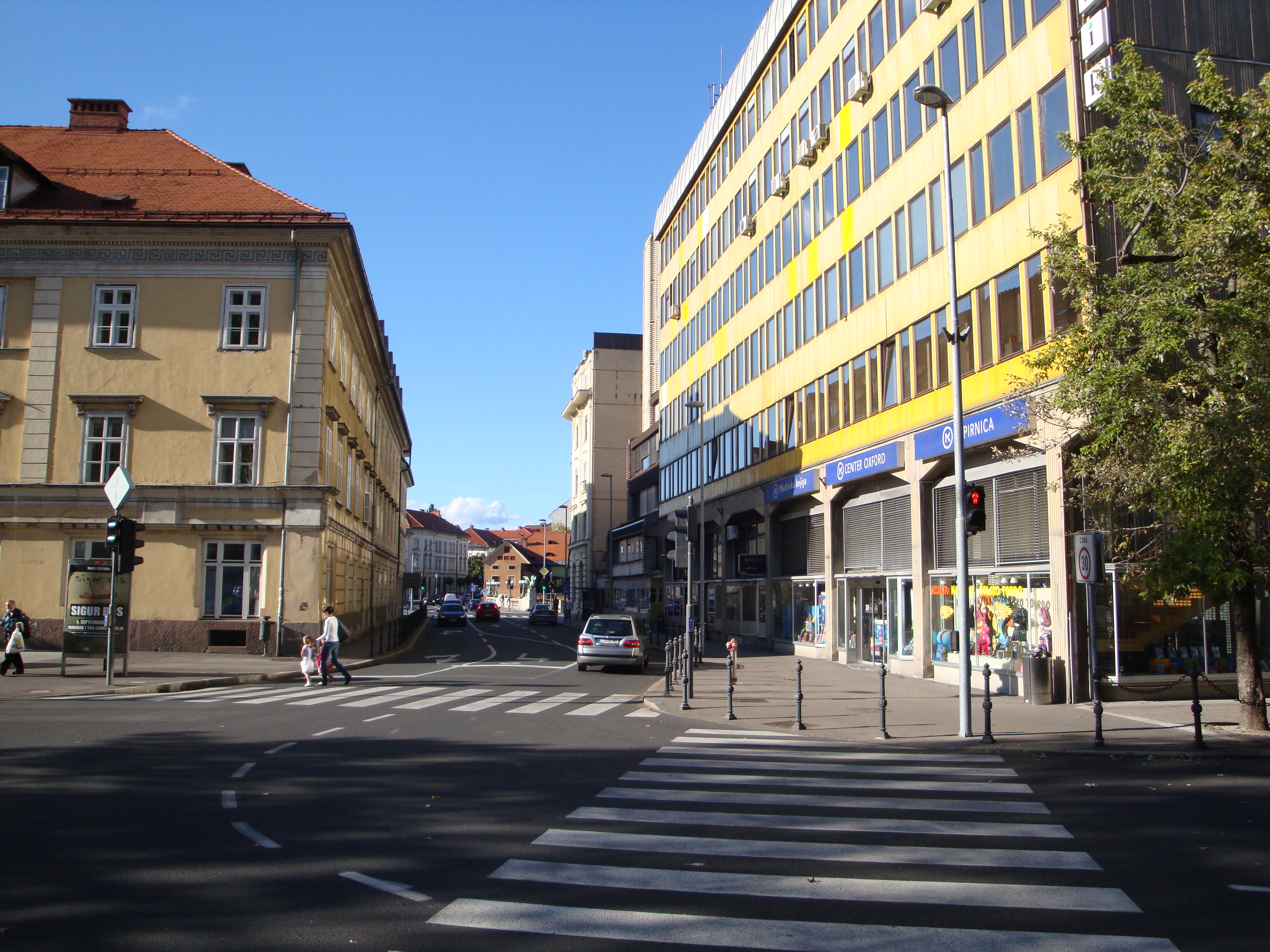
La sede del Dnevnik in Via Kopitar a Lubiana

Il Dnevnik (in lingua slovena Quotidiano) è un quotidiano della Slovenia, fondato nel 1950. Di orientamento di centro-sinistra, vendeva nel 2006 circa 60 000 copie, calate a causa della recessione a 43.000 nel 2009 e a 21.844 nel 2016, cifra che lo pone al terzo posto delle vendite dei quotidiani nel Paese. La maggior parte dei lettori sono della Slovenia centrale, in particolare della capitale Lubiana e circondario. Viene pubblicato da Dnevnik, družba medijskih vsebin d. d., che è una delle maggiori aziende editoriali della Slovenia.
Alcuni lo chiamano sempre Ljubljanski Dnevnik (Quotidiano di Lubiana), che era la precedente testata. Alla domenica esce come Nedeljski dnevnik (Quotidiano della domenica).

## Supplementi
- Nika
- Denar IN
- Moj dom
- Pilot
- Moje zdravje
- Antena
- Zaposlitve in kariera
- Dnevnikov Objektiv